# HD 40307 f
HD 40307 f (بالإنجليزية: HD 40307 f)‏ الذي يرمز له بالرمز HD 40307f، هو كوكب خارج المجموعة الشمسية، وأرض هائلة، في كوكبة آلة الرسام، يتبع HD 40307 ‏.

## الاكتشاف
اكتشف في 28 أكتوبر 2012.